# 特蘭西瓦尼亞縣 (北卡羅萊納州)
特蘭西瓦尼亞縣（英語：Transylvania County）是美國北卡羅萊納州西南部的一個縣，南鄰南卡羅萊納州。面積986平方公里。根据美國2000年人口普查，共有人口29,334人。縣治布里瓦德（Brevard）。
成立於1861年2月15日，縣名來自同名的殖民區。